# Арјан Нехра
Арјан Нехра (енгл. Aryan Nehra; гуџ. આર્યન નેહરા; Ахмедабад, 2. јануар 2004) индијски је пливач чија специјалност су трке слобдним стилом на деоницама од 400, 800 и 1.500 метара. 

## Спортска каријера
Нехра је са такмичењима на међународној пливачкој сцени започео доста рано, још као четрнаестогодишњи тинејџер, такмичећи се на митинзима светског купа у малим базенима. 
Прво велико сениорско такмичење на коме је учествовао, било је светско првенство у корејском Квангџуу 2019, где је био ејдан од најмлађих учесника. Такмичио се у квалификацијама трке на  1.500 слободно, које је окончао на 32. месту у конкуренцији 35 такмичара. Месец дана касније, по први пут је наступио иа на светском јуниорском првенству које је атда одржано у Будимпешти.
У лето 2020. добио је спортску стипендију за школовање на Универзитету Флориде у Гејнсвилу.